# Saint-Louis (Senegal)
Saint Louis (en wólof, Ndar, también conocida como Saint-Louis du Sénégal) es una ciudad de Senegal. Situada en el noroeste del país, junto a la desembocadura del río Senegal, es también la capital del departamento y de la región homónimos.

## Geografía
El corazón de la vieja ciudad colonial está situado en una isla estrecha (apenas dos kilómetros de largo y unos 400 m de ancho) en el río Senegal, a 25 kilómetros de su desembocadura.
En este punto, el río está aún separado del Océano Atlántico al oeste por una lengua de arena, la Langue de Barbarie (300 m de ancho), que también está habitada (barrios de Ndar Tout y Guet Ndar). 
Con todo, una tercera parte de la ciudad, Sor, se localiza en la parte continental al este y está rodeada por pantanos de marea. Saint Louis se encuentra cerca de la frontera con Mauritania, aunque el paso de frontera está en Rosso, a 100 kilómetros aguas arriba.

## Historia

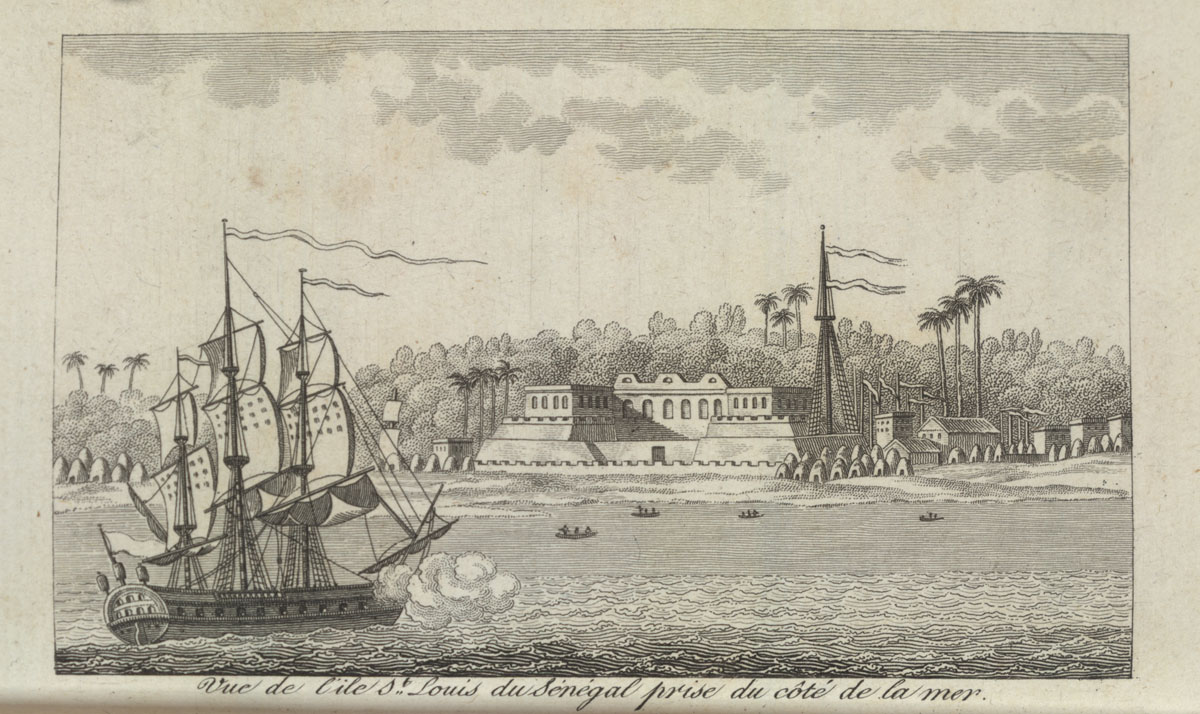
Saint-Louis en 1780.

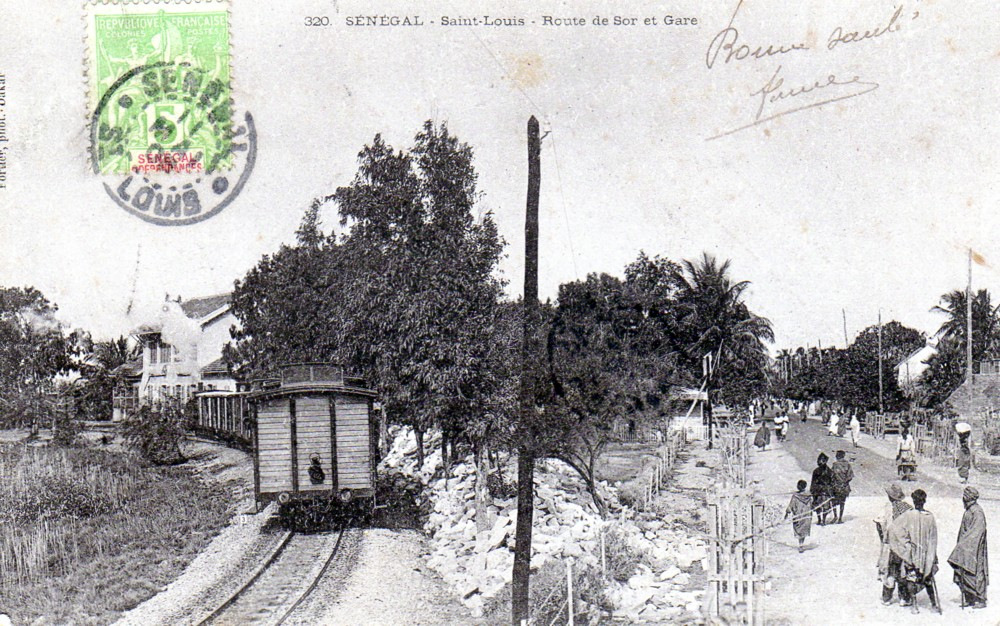
La carretera de Sor y la antigua estación hacia 1902.

La ciudad fue fundada en 1659, en una isla del río Senegal, con una longitud de 2 kilómetros y una anchura 400 metros por marineros de Dieppe (Normandía) y fue bautizada con ese nombre en honor del rey de Francia "San Luis" y también, por ser su ancestro, del soberano reinante Luis XIV.
Fue la primera ciudad fundada por los europeos en África occidental y se convirtió en la capital política de la colonia francesa y del África Occidental Francesa hasta 1902, cuando se volvió la capital de Senegal y de Mauritania. Siguió siendo un importante puesto de comercio francés hasta 1957.

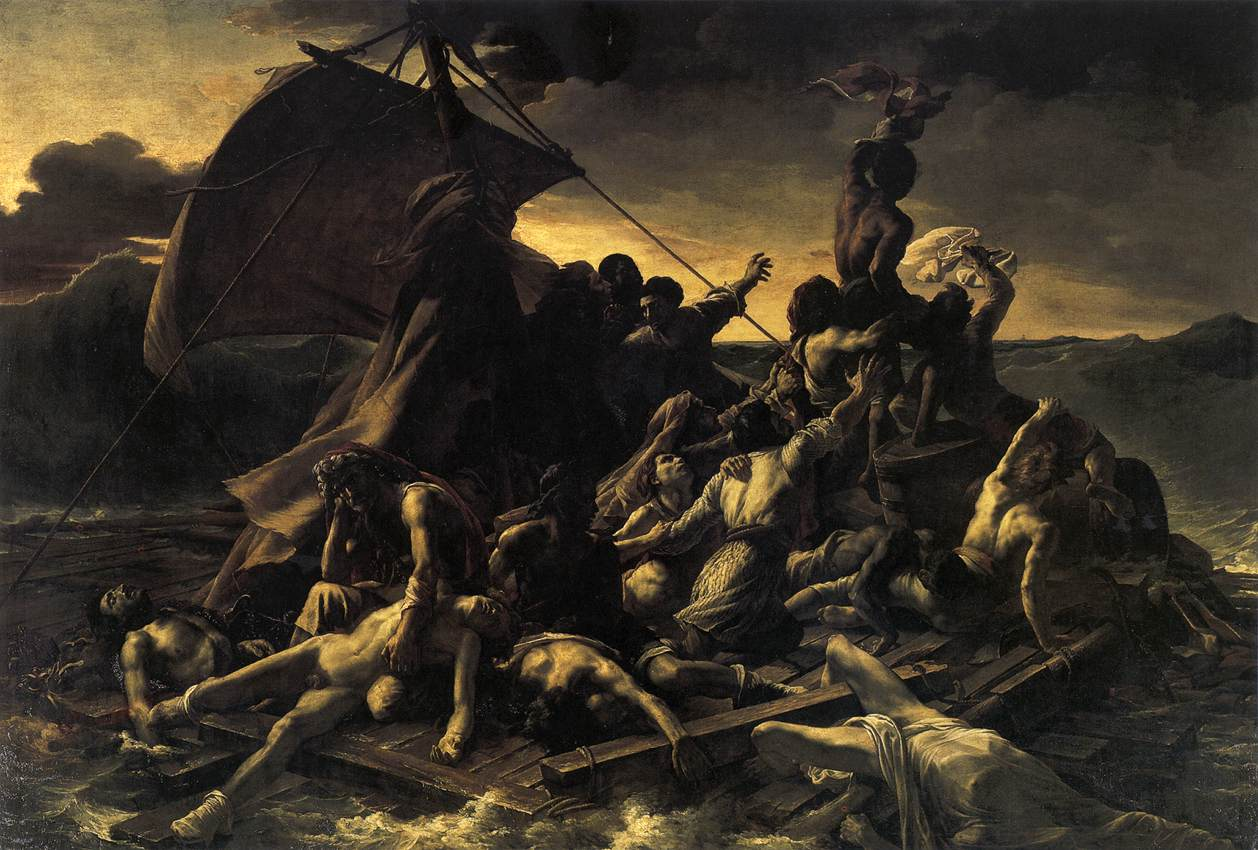
La Balsa de la Medusa, pintado de 1817-1818 por Théodore Géricault, expuesto en el Museo de Louvre

El 2 de julio de 1816, "La Medusa", fragata de tres palos que transportaba a Saint-Louis al nuevo gobernador de Senegal, con 400 personas a bordo, naufragó en las costas de Mauritania, embarrancando en las arenas del banco de Arguin, al norte de Saint-Louis. Este episodio fue inmortalizado por el pintor Théodore Géricault en el cuadro "La balsa de la Medusa" (Museo del Louvre). Pierre Loti vivió en el "32 de la calle Marge" en una casa donde escribió su Roman d'un spahi.
El aeropuerto de Saint-Louis era utilizado por el aviador francés Jean Mermoz, desde 1927 hasta 1936, el año de su desaparición. Aterrizó por primera vez el 27 de mayo de 1927. Dormía siempre en la habitación 219 en el Hôtel de la Poste, y esta habitación se convirtió en 
lugar mítico para las nostálgicos de la aventura de la Aéropostale.

## Cultura

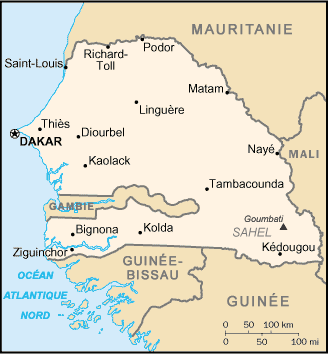
Mapa de Senegal.

La isla de San Luis, apodada la "Venecia africana" está clasificada en el repertorio del Patrimonio de la Humanidad por la Unesco desde el año 2000. En Saint-Louis se llevó a cabo un ambicioso programa de renovación de sus antiguos edificios y se comenzó a transformar los depósitos en restaurantes y hoteles.
La ciudad conserva muchas casas típicas de la época colonial: con su fachada de cal, su doble tejado en barro, sus balcones de madera y sus barandales en hierro forjado. 
También, es de resaltar el puente metálico construido por Nouguier, Kessler et Cie y falsamente atribuido a Gustave Eiffel, que une la parte continental con la isla de Saint Louis.
La música de jazz, traída por los soldados estadounidenses durante la Segunda Guerra Mundial, hizo nacer toda una generación de jazzmen africanos. El Festival Internacional de Jazz de Saint-Louis se creó en 1992 y se dio a conocer a principios de mayo de 2004, su duodécima edición. 
En el "desfile del Fanal", los habitantes desfilan al sonido de los tam-tam, llevando farolillos hechos por ellos y que se asemejan a los que los esclavos del siglo XVII llevaban para alumbrar a las Signares hasta la misa de medianoche.

## Economía
Saint-Louis perdió toda su importancia en el momento de la independencia de Francia, a favor de la nueva capital Dakar que además atrajo a ella a todos los intelectuales y a todos sus funcionarios. 
La comunidad de los pescadores de Saint-Louis es una de las más importantes de África Occidental y comprende a más de 4000 tripulaciones. Guet Ndar es el barrio de los pescadores, donde viven más de 45.000 personas, sobre una estrecha lengua de arena, en situación de hacinamiento. Hoy es la más importante actividad económica de la ciudad.